# Joe Minoso
Joe Minoso (The Bronx, 25 settembre 1978) è un attore statunitense.

## Biografia
Minoso è nato nel Bronx. Ha lavorato molto a teatro prima di approdare in televisione. Ha lavorato al Teatro Vista di Chicago, la più grande compagnia teatrale del Midwest.
Dal 2012 fa parte del cast della serie televisiva Chicago Fire con il ruolo di Joe Cruz.
Ha partecipato a varie serie televisive come Prison Break, Shameless e Boss.
Vita privata
Prima di Chicago Fire, Joe Minoso viveva nel North Side di Chicago. Durante le riprese di Chicago Fire, Minoso ha vissuto con i co-protagonisti Charlie Barnett e Yuri Sardarov. Il 16 ottobre 2016, Minoso ha sposato la truccatrice  di Chicago Fire Caitlin Murphy Miles. 

## Filmografia

### Cinema
- October Surprise - Cortometraggio - regia di Harper Philbin (2009)
- Polish Bar - regia di Ben Berkowitz (2010)
- The Return of Joe Rich - regia di Sam Auster (2011)
- L'uomo d'acciaio - regia di Zack Snyder (2013)

### Televisione
- Prison Break - Serie TV (2005)
- The Beast - Serie TV (2009)
- Shameless - Serie TV (2011)
- The Chicago Code - Serie TV (2011)
- Boss - Serie TV (2011)
- Chicago Fire: I Am a Firefighter - Miniserie TV (2014)
- Chicago Fire – serie TV, 136 episodi (2012-in corso)
- Chicago P.D. – serie TV, 6 episodi (2014-in corso)
- Chicago Med – serie TV, 2 episodi (2016-in corso)